# Villanueva (Misamis Oriental)
Villanueva es un municipio filipino de segunda categoría, situado en la parte sudeste de la isla de Mindanao. Forma parte de  la provincia de Misamis Oriental situada en la Región Administrativa de Mindanao del Norte en cebuano Amihanang Mindanaw, también denominada Región X. 
Para las elecciones está encuadrado en el Segundo Distrito Electoral.

## Barrios
El municipio  de Villanueva se divide, a los efectos administrativos, en 11 barangayes o barrios, conforme a la siguiente relación:
| - Balacanas - Dayaguán (Dayawan) - Katipunán | - Kimaya - Población 1 - Población 2 | - Población 3 - San Martín - Tambobong | - Imelda - Looc |

## Historia
La provincia de Misamis, creada en 1818, formaba parte de la Capitanía General de Filipinas (1520-1898). Estaba dividida en cuatro partidos. El Partido de Cagayán, con Cagayán, Iponán, Molugán, Hasaán y Salay.
En 1830 la misión de Jasaán se hizo cargo  de la evangelización de ciudades de Sumilao, Linabo y Malitbog en la actual provincia de Bukidnon.
Su centro de la civilización y la primera iglesia católica estaba en Daanglungsod, hoy  barrio de Aplaya, donde todavía podemos apreciar su viejo kota o torre de vigilancia. 
El párroco de Jasaan llamó al  capitán Villanueva, un soldado novohispano. Con el paso de los años, los Magahats se desplzaron hacia el este, al sur de Claveria y comenzaron a llamar a Bongloy  Villanueva en honor al capitán, en agradecimiento por haber desarrollado un sistema de agua potable y de riego.

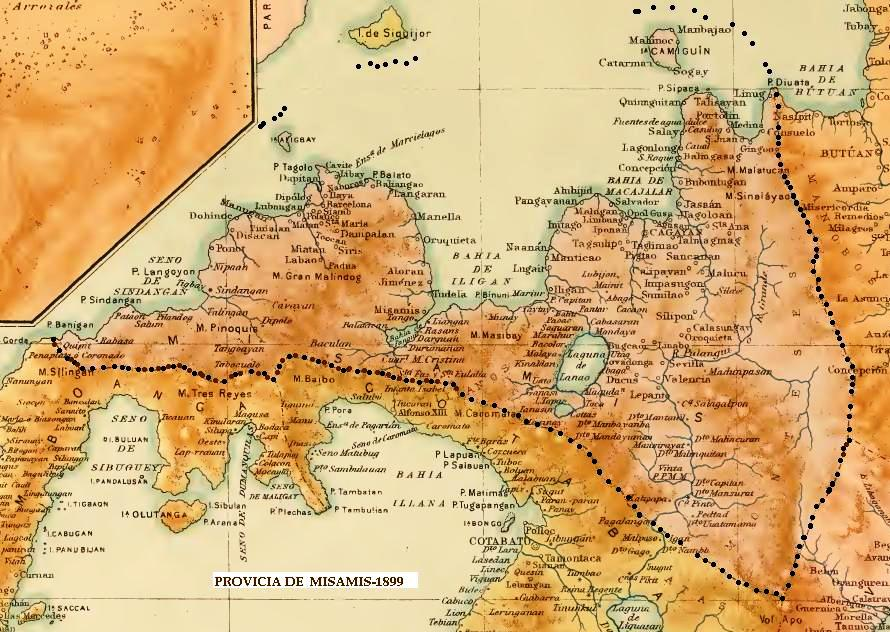
El Distrito 2º de Misamis en 1899.

A finales del siglo XIX la isla de Mindanao se hallaba dividida en siete distritos o provincias, uno de los cuales era el Distrito 2º de Misamis, su capital era la villa de Cagayán de Misamis y del mismo dependía la comandancia de Dapitan. Uno de sus pueblos era Jamán que entonces contaba con una población de 4,504 almas, con las visitas de Canajauán, Solana, Villanueva, Patrocinio, Clavería y Bubuntugán;.
A principios del siglo XX, durante la ocupación estadounidense de Filipinas, Tagoloán era uno de los 15 municipios que formaban la provincia de Misamis.
El 16 de junio de 1962 fue creado el municipio de Villanueva formado por los siguientes barrios  pertenecientes al municipio de Tagoloán: Villanueva, Nabacaán, Bulacanas, San Martín y Kimaya.